# مائو هوسیا
مائو هوسیا (ژاپنی: 細谷 真大؛ زادهٔ ۷ سپتامبر ۲۰۰۱) یک بازیکن فوتبال اهل ژاپن است.که در باشگاه فوتبال کاشیوا ریسول در پست مهاجم بازی می‌کند.
از باشگاه‌هایی که در آن بازی کرده‌است می‌توان به باشگاه فوتبال کاشیوا ریسول اشاره کرد.
او سابقه گلزنی در المپیک پاریس در برابر تیم ملی فوتبال المپیک اسرائیل را دارد. این بازی با نتیجه ۱-۰ به سود ژاپن به پایان رسید.